# Collex-Bossy
Collex-Bossy là một đô thị of the bang Genève, Thụy Sĩ.
Collex-Bossy có dân số 1583 người (năm 2007) với diện tích 689 hecta, độ cao trung bình 450 mét trên mực nước biển.